# Отечество иллюзий
«Оте́чество иллю́зий» — второй студийный альбом группы «Телевизор». Записан в 1987 году на студии Ленинградского дворца молодёжи (ЛДМ).

## История записи
Приготовления к записи альбома начались ещё весной 1987 года. «Телевизор» после окончания семимесячного запрета на концертную деятельность за исполнение «незалитованных» (не прошедших процедуру разрешения к исполнению) песен дал ряд концертов в разных городах СССР, на которых наряду с уже известными песнями из альбома «Шествие рыб» были представлены ряд новых. В течение 1987 года число новых композиций увеличивалось и, наконец, осенью на студии ЛДМ был записан альбом, состоящий из 11 песен. Название альбома «Отечество иллюзий» и посвящение его 70-летию Октябрьской революции было смелым и вызывающим шагом.
Этот альбом стал самым популярным в дискографии группы «Телевизор» и считается одним из знаковых в истории русского рока. В этом альбоме «Телевизор» сознательно придерживается позиций минимализма в музыке, холодного аскетизма в аранжировках, не использует сложные инструментальные партии, разнообразие выразительных форм, делая ставку на эмоциональный и страстный вокал солиста. «Я даю информацию», — говорил о том периоде творчества Михаил Борзыкин. Музыкальный стиль альбома характеризуется свойственной «Телевизору» смесью пост-панка, тяжёлой электронной музыки и мрачных психоделических мотивов, но Борзыкин экспериментирует и с другими стилями: в стартовой композиции альбома песне «Кто ты?» используются элементы регги, а в финальном «Сыт по горло» — рэпа. Ряд песен альбома стали визитными карточками группы. «Твой папа — фашист», «Сыт по горло», «Выйти из под контроля» поражали ещё не привыкшего к гласности слушателя острыми социально-политическими текстами и открытым бунтарством, вызывая раздражение у начальства. В 1987 году на V фестивале Ленинградского рок-клуба с номерами из альбома «Отечество иллюзий» «Телевизор» занимает второе место, получив также спецприз жюри за «художественную цельность»; песня «Дети уходят» была признана лучшей композицией фестиваля. На написание этой композиции Борзыкина вдохновило творчество Братьев Стругацких; в частности, их повесть «Гадкие Лебеди».
Песни из альбома «Отечество иллюзий» до сих пор исполняются группой «Телевизор» на своих концертах и в связи с критическими высказываниями Михаила Борзыкина в адрес правящего режима России и участия им в «Маршах несогласных» вновь приобрели политическую остроту и актуальность. На концерте в Екатеринбурге в 2008 году Борзыкин в припеве песни «Твой папа — фашист» вместо оригинальной строки спел «Твой Путин — фашист».
Альбом «Отечество иллюзий» вошёл в книгу Александра Кушнира «100 магнитоальбомов советского рока»; ему был посвящён выпуск радиопередачи «Летопись»

## Список композиций
Слова и музыка всех песен — Михаил Борзыкин.
| №   | Название                | Длительность |
| --- | ----------------------- | ------------ |
| 1.  | «Кто ты?»               | 4:49         |
| 2.  | «Внутри»                | 3:18         |
| 3.  | «Отечество иллюзий»     | 4:28         |
| 4.  | «Полуфабрикаты»         | 3:05         |
| 5.  | «Рыба гниёт с головы»   | 3:28         |
| 6.  | «Три-четыре гада»       | 3:30         |
| 7.  | «Твой папа — Фашист»    | 4:55         |
| 8.  | «Мы идём»               | 3:30         |
| 9.  | «Выйти из-под контроля» | 2:48         |
| 10. | «Дети уходят»           | 6:41         |
| 11. | «Сыт по горло»          | 2:50         |

## Участники записи
- Михаил Борзыкин — вокал, клавишные, драм-машина, эффекты, аранжировка, автор музыки и текстов
- Александр Беляев — гитара, бэк-вокал
- Игорь Бабанов — клавишные, бас-клавиатура
- Алексей Рацен — ударные